# アヌ (メソポタミア神話)
アヌ（アッカド語: 𒀭𒀭、DAnu）はメソポタミア神話における天空の神。創造神でもあり、最高神である存在。シュメールではアン（An）と呼ばれた。
メソポタミア神話における天空や星の神。創造神でもあり、最高神である存在。ウルクの都市神でもあると言われている。父に前世代の天空の神アンシャル、母に前世代の大地の女神キシャルを持つ。配偶神は大地の女神キ。彼女との間に多くの神を生み出した。彼らを総称して「アヌンナキ」という。
後世になるとアヌはエンリルらに取って代わられたが、それでも彼がメソポタミアの最高神である事に変わりはなく、彼の聖地では人工的に造られた丘の上に、神殿が立てられていた。
アヌには罪を犯したものを裁く力があり、星はアヌの兵士として創造されたと信じられている。アヌはしばしば玉座に座り、王杓や司令官の杖を持ち王冠を被った男性の姿や、ジャッカルの姿で描かれる。雄牛の角を持つ王冠はアヌを表している。アヌンナキの会議には必ず出席し、議長や判事のような役割を務める。
フルリ人の神話では、アヌはすべての神の父である。かつては天神アラルに仕えていたが、謀反によってその王位を奪った。アヌの息子にして大臣のクマルビはアヌの性器を噛み切って三柱の神を生み出した。その中の一人である天候神テシュブによってクマルビは神々の王位の座を追われた。

## 神話に描かれるアヌ
ヒッタイトでまとめられた『クマルビ神話』では、もともと存在していた天空の神アラルから王座を奪い、一度は反撃を受けたものの、のちに復讐を遂げるというメソポタミア神話では見られない好戦的とも言える姿を見せる。
アヌが登場する神話の一つ、ギルガメシュ叙事詩では、愛や豊穣、戦い、金星など多くの神性を宿した女神イシュタルの父として描かれる。イシュタルにせがまれ、天の牡牛を創造した。